# 墨菲 (密西西比州)
墨菲（英語：Murphy）是位於美國密西西比州華盛頓縣的非建制地區。

## 歷史
墨菲的郵局於1890年設立，其後於1963年停運。

## 地理
墨菲所處的海拔為高於海平面31米（即102英呎），而該地所採用的時區為UTC-6，即北美中部時區（CST）。同時該地設有夏令時間，為UTC-6調快一小時，即UTC-5（CDT）。